# Стефан Голыш
Стефан Голыш (не позднее 1530-е, Новгород — XVI век, Сольвычегодск) — русский распевщик, творчество которого приходилось на середину и II половину XVI века. Ученик новгородского мастера знаменного пения Саввы Рогова, основатель «усольской» школы знаменного пения, сложившейся в правление Ивана Грозного во владениях купцов Строгановых.

## Биография

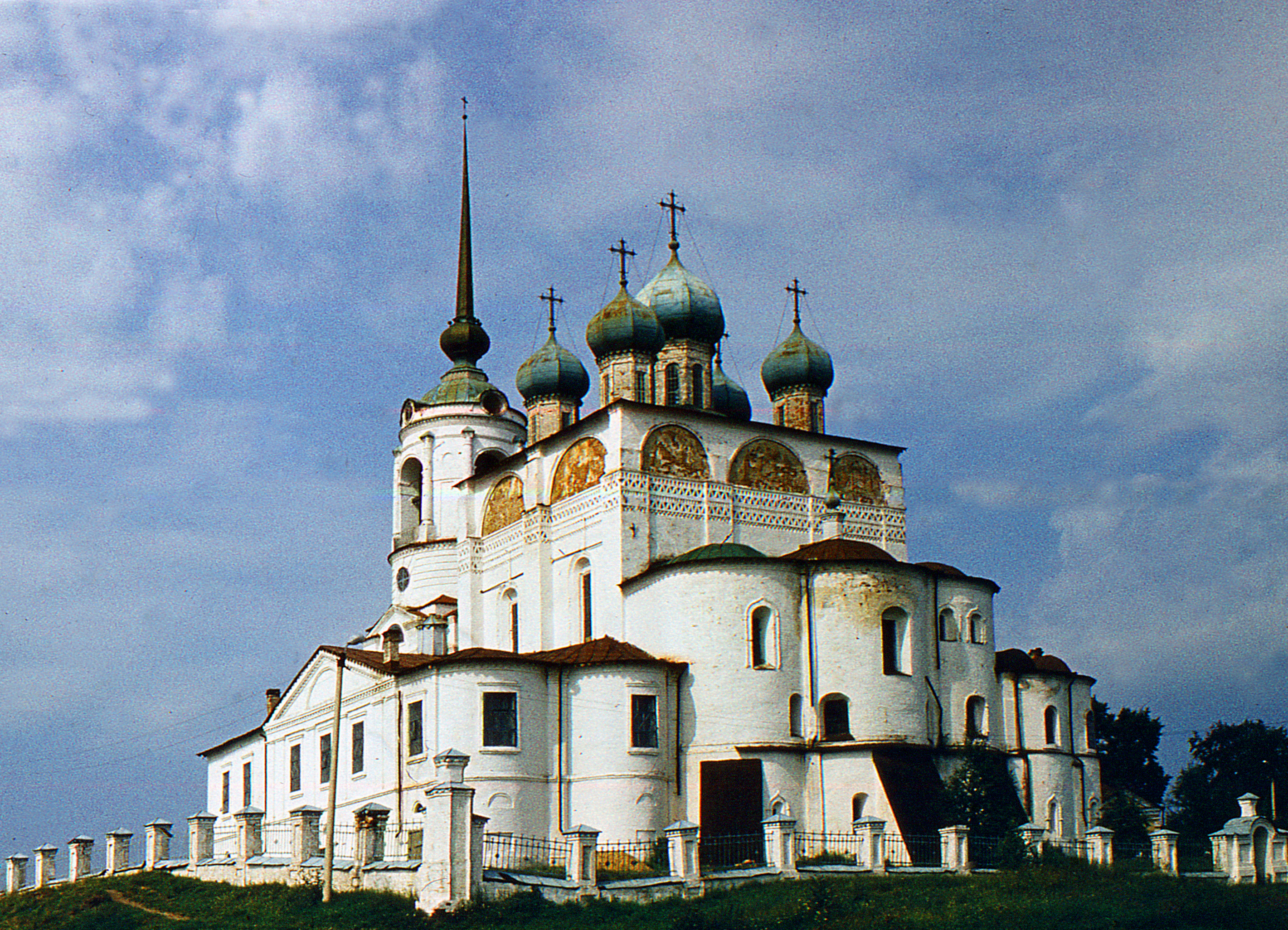
Собор Благовещения в Сольвычегодске, где, вероятно, в 1570-е годы проходила педагогическая деятельность Стефана Голыша

Данные о жизни и деятельности Стефана Голыша реконструируются на основе нескольких отличающихся друг от друга списков единственного фрагмента найденного Вуколом Ундольским сочинения 1630-х годов «Предисловие, откуду и от какого времени начася в нашей Рустей земли осмогласное пение», упоминающего его имя. В этом фрагменте Стефан Голыш ставится автором в прямую связь с крупнейшими мастерами знаменного пения этого времени. Савва Рогов (основатель и руководитель крупнейшего в то время училища знаменного пения) является его учителем, Фёдор Крестьянин и Иван Нос (самые видные представители «московской» школы знаменного пения) — соучениками в училище Рогова, а Исайя Лукошко (крупнейший представитель «усольской» школы) — учеником:

«И от его учеников слышахом, котории нам знаеми бяху, что де он, Христианин, сказывал своим учеником, что в Великом Нове граде были старые мастера: Сава Рогов, да брат его Василий, во иноцех Варлам, родом корелян. И после де того тот Варлам был митрополит во граде Ростове, вельми был муж благоговейн и мудр зело, пети был горазд, знаменному и троестрочному, и демественному пению был роспевщик и творец. И у того брата его, у Савы, были ученики, вышереченный поп Федор, по реклу Христианин, да Иоанн Нос, да Стефан, прослутием Голыш. И тот Иоанн Нос, да поп Федор Христианин быша во царство благочестиваго царя и великаго князя Иоанна Васильевича всеа Русии. И бяху с ним в любимом его селе, в слободе Александрове. А Стефан Голыш с ним не бысть, хождаше по градом и учаше учеников в Усольстей стране, и у Строгановых учил Иоанна, по реклу Лукошко, а во иноцех бысть Исаия. И дидаскал его Стефан Голыш много знаменного пения распространил и наполнил. И от тех же Христианиновых учеников слышахом, что де он им сказывал про стихеры Евангельскиа: был де некто во Твери диякон зело вельми мудр и благоговейн, тот де роспел стихеры евангельскиа. А Псалтырь роспета в Великом Нове граде: некто бысть инок именем Маркел, прослутием Безбородой. Да он же сложил канон Никите архиепископу Новгородскому вельми изящен. А триоди роспел и изъяснил Иоанн Нос, как был в слободе Александрове у царя Иоанна Васильевича; и святым многим стихеры и славник роспел. Да он же Иоанн роспел крестобогородичны и богородичны минейные».— Музыкальная эстетика России XI—XVIII веков. М. 1973. С. 42—43
На основе информации, содержащейся в тексте, сопоставления её с общепризнанными датами, историки музыки предполагают, что обучение в училище Саввы Рогова должно было проходить в 1530-е — I половине 1540-х годов, когда оно действовала в Новгороде, а преподавательская и сочинительская деятельность его во владениях Строгановых («усольская» земля — владения Аникея Строганова и его сыновей по рекам Каме и Чусовой в Пермской земле) могла проходить в 1570-е годы при Благовещенском соборе Сольвычегодска, где его ученик Иван Лукошко принял в 1579 году сан священника. Источник противопоставляет успешной придворной карьере Фёдора Крестьянинна и Ивана Носа независимое положение Стефана Голыша («хождаше по градом»), подчеркивает особое место преподавания в его деятельности распевщика.

## Творчество
Сочинения Стефана Голыша не сохранились. Уже в начале XVII века он воспринимался как основатель «усольской» школы знаменного пения. Некоторые современные музыковеды делают необоснованный документами вывод об использовании им «местных певческих традиций» Пермской земли.